# 北愛爾蘭旗幟問題

英國國旗

紅手旗

愛爾蘭國旗

阿爾斯特旗

聖派翠克旗

在北愛爾蘭，旗幟是一個宗派主義問題。人們通過旗幟或標誌判斷旗幟使用者的政治傾向。部分旗幟在北愛爾蘭擁有或曾擁有正式地位。

## 常見旗幟
英國國旗是北愛爾蘭現在唯一具有官方地位的旗幟，英國政府及北愛爾蘭大部分區政府使用这面旗幟。愛爾蘭聯合主義者偏好使用英國國旗，愛爾蘭民族主義者則相反。英國法律規定，北愛爾蘭中央政府建築在特定日期必須展示英國國旗。
紅手旗在1924年至1973年《北愛爾蘭憲法草案》實施之前是北愛爾蘭政府的官方旗幟，並在1953年至1972年被北愛爾蘭政府用作代表北愛爾蘭的旗幟。但因北愛爾蘭政府在1973年北愛爾蘭憲法草案實施後解散，紅手旗失去了其官方地位。但在一些國際體育賽事中，紅手旗仍然是北愛爾蘭的代表旗幟，如北愛爾蘭足球代表隊和英聯邦運動會上的北愛爾蘭代表團。
愛爾蘭國旗主要由愛爾蘭共和主義和愛爾蘭民族主義者使用。共和派社會主義者使用的旗幟有星犁旗、日焰旗，甚至阿爾斯特旗。阿爾斯特忠誠主義者有時展示蘇格蘭國旗，強調他們的蘇格蘭祖先。阿爾斯特民族主義者有時使用阿爾斯特民族旗，儘管這面旗幟現在已被視為是阿爾斯特蘇格蘭人的旗幟。

## 爭論
《1954年北愛爾蘭旗幟和紋章法》禁止展示任何「可能擾亂公共秩序」的旗幟，並允許警察取締相關行為。但該法律明確將英國國旗視為對象外旗幟。1964年，在皮斯禮公開表示不快後，皇家阿爾斯特警察將一面展示在貝爾法斯特某辦公室窗戶的愛爾蘭國旗移走。這一舉動引發嚴重騷亂。1987年，該法律被廢除。 
一些地方議會就愛爾蘭國旗的使用展開爭論。2002年，在新芬黨市長阿萊克斯·馬斯基任內，貝爾法斯特市議會在市長廳同時展示英國國旗和愛爾蘭國旗。1997年社會民主工黨奧爾班·馬基尼斯擔任市長時，市長廳未展示任何旗幟。2003年9月，貝爾法斯特市議會討論了同時公開展示英國國旗和愛爾蘭國旗的問題。
2007年6月，一些跨黨派人士和社會民主工黨抗議宜家在貝爾法斯特店外同時展示英國國旗和紅手旗。此後宜家僅在店鋪外展示瑞典國旗。
紅手旗仍然在一些地方議會使用，如聯合主義者較多的卡斯爾雷區就在議會外展示紅手旗。
2012年12月，一項決議使得貝爾法斯特市政廳不再全年展示英國國旗，僅在特定日期展示英國國旗。這引發了貝爾法斯特市政廳旗幟抗議。
由於北愛爾蘭旗幟問題，Unicode無法像英國的其他構成國（英格蘭、蘇格蘭、威爾斯）和愛爾蘭共和國一樣，收錄北愛爾蘭的旗幟emoji。

## 哈斯會談
2013年，美國外交官理查德·哈斯主持了一個北愛爾蘭各政黨參加的會議，議題包括為北愛爾蘭設計新的旗幟，以及對愛爾蘭國旗和英國國旗地位的討論。但由於各方無法達成共識，會議無果而終。